# Lucciana
Lucciana (en cors Lucciana) és un municipi francès, situat a la regió de Còrsega, al departament d'Alta Còrsega. L'any 1999 tenia 3.974 habitants.

## Demografia
| 1962 | 1968  | 1975  | 1982  | 1990  | 1999  |
| ---- | ----- | ----- | ----- | ----- | ----- |
| 799  | 1.763 | 2.507 | 2.692 | 3.217 | 3.974 |

## Administració
| Període | Identitat     | Partit | Qualitat |  |
| ------- | ------------- | ------ | -------- |  |
| 2008-   | José Galletti |        |          |  |

## Personatges il·lustres
- Jean Guidoni, cantant nascut a Toló, originari de Lucciana.
- El grup Arcusgi (1984) format per molts originaris del poble (Dume, Petru ecc...)
- Santa Devota